# کارل آدامیسکی
کارل آدامیسکی (انگلیسی: Karol Adamiecki؛ ۱۸ مارس ۱۸۶۶ – ۱۶ مهٔ ۱۹۳۳) یک اقتصاددان، و مهندس اهل لهستان بود که بعنوان یکی از پژوهشگران در حوزه مدیریت بشمار می‌آید.